# Johannes Valeur
Johannes Valeur (23. februar 1700 i København – 20. september 1771 på Nebbegård ved Hørsholm) var borgmester i København
Han var søn af en velhavende købmand i København, Herman Walløer. Moderen var en datter af byens præsident, konferensråd Johannes Christensen Meller. Fra Metropolitanskolen blev han i 1720 dimitteret til Universitetet, tog allerede i 1722 teologisk embedseksamen og virkede derefter som huslærer på Samsø. Da morfaderen Johs. Meller døde, arvede han så mange penge, at han kunne foretage en større udenlandsrejse, der bl.a. førte ham til Frankrig. Hjemvendt blev han i 1727 udnævnt til assessor i Hofretten samt kancelliråd og i 1729 til vicerådmand i København samt i 1739 virkelig rådmand og virkelig justitsråd. 
I 1741 blev han assessor i Højesteret, hvor han som regel kun deltog i voteringen på åbningsdagen, han udnævntes i 1749 til etatsråd og beskikkedes året efter til viceborgmester. I 1767 blev han virkelig etatsråd. Valeur øvede han en betydelig indsats i genopbygningsarbejdet efter branden 1728.
Valeur nærede en levende interesse for dramatisk kunst, og oversatte flere skuespil fra fransk til brug for den danske scene. I 1757 blev han medlem af teaterdirektionen, og fik overdraget tilsynet med den kunstneriske side af administrationen. Allerede i 1761 fratrådte han dog dette embede. Da Struensee i april 1771 opløste byens Magistrat, blev også Valeur afskediget fra stillingen som viceborgmester, hvilket han tog sig meget nært, at han allerede 20. september samme år afgik ved døden på sin landejendom Nebbegård ved Hørsholm. Valeur var en meget velhavende og indflydelsesrig mand. Han var hovedparticipant i Det vestindisk-guineiske Kompagni og 1. direktør i Københavns brand- og vandvæsen.
Valeur havde 20. marts 1726 ægtet Charlotte Amalie Bølcke (2. september 1696 – 9. december 1758), enke efter Christian Kellermann. Mellem Valeur og den tidlig affældige Waisenhuspræst Enevold Ewalds unge og letsindige hustru Marie Wulf skal der have bestået et meget intimt forhold, og oberstinde Eigtved, den kendte bygmesters hustru, der som ung boede i Ewalds hus, udtaler som sin overbevisning, at Valeur var digteren Johannes Ewalds virkelige fader.
Han ejede gården Nebbegård, som han i 1740 omdannede til et landsted.
Han er begravet i Vor Frelsers Kirke. Der findes et portrætmaleri af Valeur på Københavns Rådhus.